# Pele-Ata jezik
Pele-Ata jezik (peleata, uase, uasi, uasilau, wasi; ISO 639-3: ata), papuanski jezik koji se nekada klasificirao podskupini wasi, široj novobritanskoj skupini i istočnopapuanskoj porodici. Po novijoj klasifikaciji pripada zapadnonovobritanskoj skupini,  yele-zapadnonovobritanskoj porodici.
Njime govori oko 2 000 ljudi (2007 SIL) u provinciji West New Britain u distriktu Nakanai, Papua Nova Gvineja. Neki govore i engleski i tok pisin. Dijalekti: pele i ata. Pismo: latinica.

## Vanjske poveznice
- Ethnologue (14th)